# Sena Jurinac

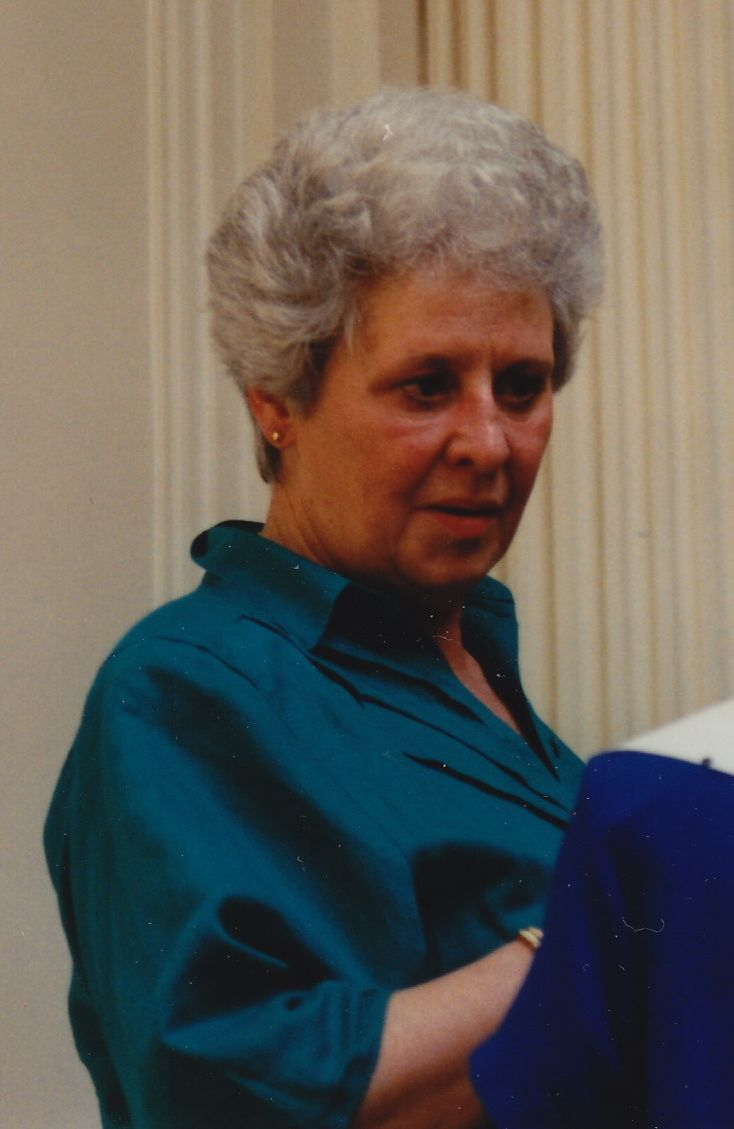
Sena Jurinac im Mai 1989

Sena Jurinac (eigentlich: Srebrenka Klementina Kristina Jurinac, seit 1965 Sena Jurinac-Lederle; * 24. Oktober 1921 in Travnik, Königreich der Serben, Kroaten und Slowenen; † 22. November 2011 in Hainhofen, Deutschland) war eine jugoslawisch-österreichische Opernsängerin (Mezzosopran/Sopran).

## Leben
Sena Jurinac wurde 1921 als Tochter eines jugoslawischen Regimentsarztes und einer Wienerin geboren. Nach Absolvierung des Gymnasiums studierte sie Gesang bei Marija Kostrenčić am Musikkonservatorium in Zagreb. Im Mai 1942 debütierte sie (in serbokroatischer Sprache) am Nationaltheater Zagreb, als Mimi in Puccinis La Bohème. Sie wurde von Karl Böhm an die Wiener Staatsoper engagiert, deren Mitglied sie bis 1982 war. Ihr Wiener Debüt am 1. Mai 1945 fand aber in der Wiener Volksoper statt, welche als Ausweichquartier für die ausgebombte Staatsoper diente. Jurinac wurde bald als eines der Mitglieder des Wiener Mozart-Ensembles bekannt. 1951 wurde sie zur Kammersängerin ernannt, vom Wiener Publikum „die Sena“ tituliert.
Jurinac war vor allem bekannt für ihre Hosenrollen bei Mozart und Richard Strauss, so z. B. im Rosenkavalier (u. a. bei der Eröffnung des neuen Festspielhauses in Salzburg, unter Dirigent Karajan, mit Elisabeth Schwarzkopf und Anneliese Rothenberger; Film 1960):
„Glücklicherweise ist der ‚Rosenkavalier‘ in mehreren Versionen konserviert, ob nun unter Karajan… oder unter Erich Kleiber… – ‚sensationell‘ urteilte kein Geringerer als Carlos Kleiber über die Jurinac in der Aufnahme seines Vaters.“
Sena Jurinac trat an fast allen bedeutenden Opernhäusern Europas, Nord- und Südamerikas auf, jedoch nie an der New Yorker Met. 1956 sang sie in Australien. Von 1949 bis 1956 hatte sie regelmäßige Auftritte bei den Festspielen von Glyndebourne. In den Jahren 1947 und 1948 sang sie bei den Salzburger Festspielen und trat immer wieder an der Mailänder Scala und der Covent Garden Opera auf.
Bedeutende ihrer Rollen waren u. a. die Marina in Boris Godunow, die Tosca in Puccinis gleichnamiger Oper, die Butterfly, die Jenufa – und später die Küsterin – in Janáčeks Jenufa, Elisabetta in Verdis Don Carlo, und die Desdemona in seinem Otello. Zusammen mit dem Tenor Peter Anders nahm sie eine Reihe von Duetten (gesungen in deutscher Übersetzung) auf. Mit Peter Anders sang Sena Jurinac Ende 1949 auch in einer von Franz Marszalek für den WDR dirigierten Gesamtaufnahme von Johann Strauss’ Operette Der Zigeunerbaron wie auch in Aufnahmen des NWDR Hamburg 1950 unter Wilhelm Schüchter die Rosalinde in Die Fledermaus und 1952 die Mariza unter Wilhelm Stephan. In der Nähe von Augsburg wohnend, sang sie auch öfters am Theater Augsburg.
Während ihrer langjährigen Bühnenkarriere arbeitete „die Sena“ u. a. mit den Dirigenten Karl Böhm, Herbert von Karajan, Clemens Krauss, Otto Klemperer, Hans Knappertsbusch, Josef Krips und Fritz Busch zusammen.
Im November 1982 nahm sie als Marschallin im Rosenkavalier Abschied von der Bühne, war jedoch weiterhin als Gesangspädagogin (u. a. an der Musikhochschule Zürich) und Jurorin bei Gesangswettbewerben tätig. Zu ihren Schülern gehörten die Sänger Gillian Crichton (Mezzosopran), Tomas Kaluzny, Iva Mihanovic (Sopran), Christine Schäfer (Sopran) und Bo Skovhus.
Sena Jurinac heiratete am 2. Juni 1953 in England den italienischen Bariton  Sesto Bruscantini (1919–2003), von dem sie 1956 geschieden wurde. 1961 ehelichte sie den Augsburger Chirurgen Josef Lederle und änderte ihren Namen in Sena Jurinac-Lederle. Zuletzt lebte die Sängerin mit ihrem Mann zurückgezogen in der schwäbischen Stadt Neusäß (Stadtteil Hainhofen). 

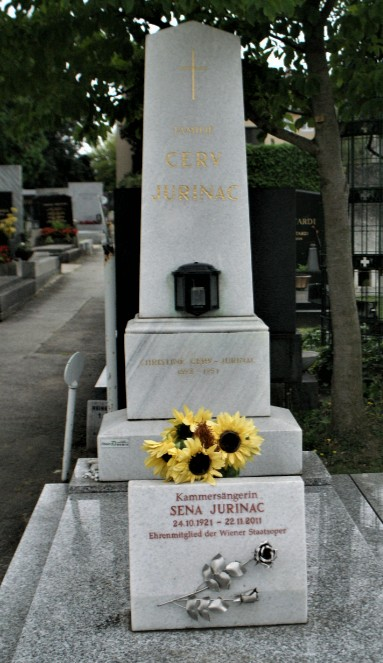
Grabstätte von Sena Jurinac

Sie ist auf dem Döblinger Friedhof (Gruppe 38, Reihe 9, Nummer 1) in Wien beerdigt.

## Diskografie (Auswahl)
- Vier letzte Lieder von Strauss (Live-Aufnahme des Schwedischen Rundfunks 1951 in der Konzerthalle Stockholm mit dem Philharmonischen Orchester Stockholm unter Fritz Busch, veröffentlicht 1989 auf CD EMI Références)
- Poppea in Monteverdi, L’incoronazione di Poppea (Live-Mitschnitt Wien 1963 unter Herbert von Karajan)
- Euridice in Gluck, Orfeo ed Euridice (Live-Mitschnitt Salzburg 1959 unter Herbert von Karajan)
- Ilia in Mozart, Idomeneo (Live-Mitschnitt Glyndebourne 1951 unter Fritz Busch, Studioproduktion mit Ausschnitten; Studioproduktion 1956 unter John Pritchard)
- Donna Elvira in Mozart, Don Giovanni (Studioproduktionen 1955 unter Rudolf Moralt und 1958 unter Ferenc Fricsay)
- Cherubino in Mozart, Le nozze di Figaro (Studioproduktion 1950 unter Herbert von Karajan)
- Contessa in Mozart, Le nozze di Figaro (Studioproduktionen 1955 unter Vittorio Gui und 1956 unter Karl Böhm)
- Fiordiligi in Mozart, Così fan tutte (Live-Mitschnitt Glyndebourne 1951 unter Fritz Busch, Studioproduktion mit Ausschnitten 1950)
- Leonore in Beethoven, Fidelio (Live-Mitschnitt London 1961 unter Otto Klemperer)
- Elisabetta in Verdi, Don Carlo (Live-Mitschnitt Salzburg 1958 unter Herbert von Karajan)
- Woglinde in Wagner, Das Rheingold (Rundfunk-Studioproduktion 1953 unter Wilhelm Furtwängler)
- Gutrune und Die dritte Norn und Woglinde in Wagner, Götterdämmerung (Rundfunk-Studioproduktion 1953 unter Wilhelm Furtwängler)
- Komponist in R.Strauss, Ariadne auf Naxos (Studioproduktion 1958 unter Erich Leinsdorf)
- Ocatavian in R.Strauss, Der Rosenkavalier (Studioproduktion 1954 unter Erich Kleiber)
- Knusperhexe in Humperdinck, Hänsel und Gretel (Fernsehverfilmung 1980 unter Georg Solti)
- Küsterin in Janáček, Jenůfa (Live-Mitschnitt Los Angeles 1980 unter Albert Rosen)
- Mariza in Kálmán, Gräfin Mariza (Studioproduktion des Hamburger Rundfunkorchesters 1952 unter Wilhelm Stephan)
- Sena Jurinac – Live Recordings 1950–1972 (aus Wien)

## Auszeichnungen
- 1961: Österreichisches Ehrenkreuz für Wissenschaft und Kunst I. Klasse
- 1964: Mozartmedaille durch die Mozartgemeinde Wien[3]

- 1967: Großes Ehrenzeichen für Verdienste um die Republik Österreich (1952)
- 1968: Ehrenring der Wiener Staatsoper
- 1971: Ehrenmitgliedschaft der Wiener Staatsoper[4]
- 2002: Goldenes Ehrenzeichen für Verdienste um das Land Wien

## Würdigungen
Im Jahr 2006 wurde von den Freunden der Wiener Staatsoper, deren erstes Ehrenmitglied sie war, der Sena Jurinac-Ring für „Menschendarsteller“ als Auszeichnung ins Leben gerufen. Die ersten Träger dieser Auszeichnung sind Elīna Garanča und Plácido Domingo.